# Isola Wright
L'isola Wright è un'isola rocciosa della Terra di Marie Byrd, in Antartide. L'isola, che è completamente ricoperta dai ghiacci e raggiunge la massima altitudine di 491 m s.l.m., si trova davanti alla costa di Bakutis, dove costituisce parte della costa occidentale dell'insenatura di Brennan, e dove la sua costa meridionale è completamente circondata dai ghiacci della piattaforma glaciale Getz.

## Storia
L'isola Wright è stata mappata dallo United States Geological Survey grazie a fotografie aeree scattate nel gennaio 1947, durante l'operazione Highjump, ed è stata in seguito così battezzata dal Comitato consultivo dei nomi antartici in onore dell'ammiraglio statunitense Jerauld Wright, comandante in capo della flotta atlantica statunitense e delle operazioni Deep Freeze svolte durante l'Anno geofisico internazionale, indetto dal luglio 1957 al dicembre 1958.